# جيل أتكينز
جيل أتكينز (بالإنجليزية: Jill Atkins)‏ هي لاعب هوكي الحقل بريطانية، ولدت في 30 مايو 1963 في برادفورد في المملكة المتحدة.

## وصلات خارجية
- جيل أتكينز على موقع الاتحاد الدولي للهوكي (الإنجليزية)
- جيل أتكينز على موقع اللجنة الأولمبية الدولية (الإنجليزية)
- جيل أتكينز على موقع أوليمبيديا (الإنجليزية)
- جيل أتكينز على موقع اللجنة الأولمبية البريطانية (الإنجليزية)